# 216-я смешанная авиационная дивизия
216-я смешанная авиационная дивизия (216-я иад) — авиационное соединение Вооружённых сил СССР, принимавшее участие в Великой Отечественной войне.

## История наименований
- ВВС 37-й армии;
- 216-я истребительная авиационная дивизия;
- 216-я смешанная авиационная дивизия;
- 9-я гвардейская истребительная авиационная дивизия;
- 9-я гвардейская истребительная авиационная Мариупольская дивизия;
- 9-я гвардейская истребительная авиационная Мариупольская ордена Богдана Хмельницкого дивизия;
- 9-я гвардейская истребительная авиационная Мариупольская Краснознамённая ордена Богдана Хмельницкого дивизия;
- 9-я гвардейская истребительная авиационная Мариупольская ордена Ленина Краснознамённая ордена Богдана Хмельницкого дивизия;
- 9-я гвардейская истребительная авиационная Мариупольско-Берлинская ордена Ленина Краснознамённая ордена Богдана Хмельницкого дивизия;
- 237-я гвардейская истребительная авиационная Мариупольско-Берлинская ордена Ленина Краснознамённая ордена Богдана Хмельницкого дивизия;
- 237-я гвардейская истребительная авиационная Мариупольско-Берлинская ордена Ленина Краснознамённая ордена Богдана Хмельницкого дивизия ВВС Балтийского флота;
- Полевая почта 21221.

## Создание дивизии
216-я смешанная авиационная дивизия сформирована 13 декабря 1942 года была на основании Приказа НКО СССР путём преобразования 216-й истребительной авиационной дивизии.

## Переформирование дивизии
216-я смешанная авиационная дивизия за образцовое выполнение заданий командования Приказом НКО 17 июня 1943 года переименована в 9-ю гвардейскую истребительную авиационную дивизию.

## В действующей армии
В составе действующей армии:
- с 13 декабря 1942 года по 17 июня 1943 года.

## Командиры дивизии
| Звание                | Имя                           | Период                  | Примечание |
| --------------------- | ----------------------------- | ----------------------- | ---------- |
| Генерал-майор авиации | Борман Александр Владимирович | 13.12.1942 — 17.05.1943 |            |
| Полковник             | Дзусов Ибрагим Магометович    | 17.05.1943 — 17.06.1943 |            |

## В составе объединений
| Дата          | Фронт (округ)           | Армия               | Корпус                                     | Примечания |
| ------------- | ----------------------- | ------------------- | ------------------------------------------ | ---------- |
| 13.12.1942 г. | Закавказский фронт      | 4-я воздушная армия | Северная Группа войск Закавказского Фронта | -          |
| 24.01.1943 г. | Северо-Кавказский фронт | 4-я воздушная армия | -                                          | -          |
| 17.06.1943 г. | Северо-Кавказский фронт | 4-я воздушная армия | -                                          | -          |

## Состав дивизии
| Полк                                              | Период                  | Примечание                       |
| ------------------------------------------------- | ----------------------- | -------------------------------- |
| 16-й гвардейский истребительный авиационный полк  | 09.04.1943 — 17.06.1943 | вошёл в состав 9-й гв. иад       |
| 41-й гвардейский истребительный авиационный полк  | 08.02.1943 — 09.02.1943 | вошёл в состав 217-й иад         |
| 42-й гвардейский истребительный авиационный полк  | 08.02.1943 — 17.06.1943 | вошёл в состав 9-й гв. иад       |
| 57-й гвардейский истребительный авиационный полк  | 25.04.1943 — 17.06.1943 | вошёл в состав 9-й гв. иад       |
| 100-й гвардейский истребительный авиационный полк | 17.06.1943 — 17.06.1943 | вошёл в состав 9-й гв. иад       |
| 101-й гвардейский истребительный авиационный полк | 17.06.1943 — 17.06.1943 | вошёл в состав 9-й гв. иад       |
| 8-й истребительный авиационный полк               | 07.01.1943 — 08.02.1943 | преобразован в 42-й гв. иап      |
| 40-й истребительный авиационный полк              | 13.01.1943 — 08.02.1943 | преобразован в 41-й гв. иап      |
| 45-й истребительный авиационный полк              | 26.02.1943 — 17.06.1943 | преобразован в 100-й гв. иап     |
| 66-й истребительный авиационный полк              | 13.12.1942 — 25.03.1943 | выведен в 25-й зиап              |
| 84-й «А» истребительный авиационный полк          | 19.05.1043 — 17.06.1943 | преобразован в 101-й гв. иап     |
| 88-й истребительный авиационный полк              | 13.12.1942 — 21.12.1942 | выведен в 26-й зиап              |
| 765-й штурмовой авиационный полк                  | 10.11.1942 - 21.04.1943 | выведен в тыл                    |
| 288-й бомбардировочный авиационный полк           | 13.12.1942 — 17.06.1943 | вошёл в состав 9-й гв. иад, Су-2 |

## Участие в сражениях и битвах
- Северо-Кавказская наступательная операция — с 13 декабря 1942 года по 4 февраля 1943 года.
- Ростовская операция — с 1 января 1943 года по 18 февраля 1943 года.
- Краснодарская наступательная операция — с 9 февраля 1943 года по 16 марта 1943 года.
- Воздушные сражения на Кубани — с апреля по 17 июня 1943 года

В январе—мае 1943 года дивизия во взаимодействии с другими соединениями и частями истребительной авиации 4-й воздушной армии и зенитной артиллерией фронта выполняла задачи по противовоздушной обороне войск 56-й и 37-й армий при освобождении Северного Кавказа.
17 июня 1943 года за проявленные в боях с немецко-фашистскими захватчиками отвагу, стойкость, дисциплину, организованность и героизм личного состава была преобразована в 9-ю гвардейскую истребительную авиационную дивизию.

## Присвоение гвардейских званий
- 216-я смешанная авиационная дивизия 17 июня 1943 года за образцовое выполнение боевых задач и проявленные при этом мужество и героизм приказом НКО СССР переименована в 9-ю гвардейскую истребительную авиационную дивизию[6]
- 8-й истребительный авиационный полк 8 февраля 1943 года за образцовое выполнение боевых задач и проявленные при этом мужество и героизм приказом НКО СССР преобразован в 42-й гвардейский истребительный авиационный полк[7].
- 40-й истребительный авиационный полк 8 февраля 1943 года за образцовое выполнение боевых задач и проявленные при этом мужество и героизм приказом НКО СССР преобразован в 41-й гвардейский истребительный авиационный полк[7]
- 45-й истребительный авиационный полк 17 июня 1943 года за образцовое выполнение боевых задач и проявленные при этом мужество и героизм приказом НКО СССР переименован в 100-й гвардейский истребительный авиационный полк[6].
- 84-й «А» истребительный авиационный полк 17 июня 1943 года за образцовое выполнение боевых задач и проявленные при этом мужество и героизм приказом НКО СССР переименован в 101-й гвардейский истребительный авиационный полк[6].

## Отличившиеся воины дивизии
- Берестнев Павел Максимович, старший лейтенант, заместитель командира эскадрильи 45-го истребительного авиационного полка 216-й смешанной авиационной дивизии 4-й воздушной армии Указом Президиума Верховного Совета СССР от 24 мая 1943 года удостоен звания Герой Советского Союза. Золотая Звезда № 990.
- Глинка Борис Борисович, лейтенант, адъютант эскадрильи 45-го истребительного авиационного полка 216-й смешанной авиационной дивизии 4-й воздушной армии Указом Президиума Верховного Совета СССР от 24 мая 1943 года удостоен звания Герой Советского Союза. Золотая Звезда № 991.
- Глинка Дмитрий Борисович, старший лейтенант, помощник по Воздушно-Стрелковой Службе командира 45-го истребительного авиационного полка 216-й смешанной авиационной дивизии 4-й воздушной армии 24 апреля 1943 года удостоен звания Герой Советского Союза. Золотая Звезда № 906.
- Калугин Фёдор Захарович, командир звена 42-го гвардейского истребительного авиаполка 216-й смешанной авиадивизии 4-й воздушной армии Северо-Кавказского фронта, гвардии лейтенант, Указом Президиума Верховного Совета СССР от 2 сентября 1943 года удостоен звания Героя Советского Союза.
- Коваль Дмитрий Иванович, лейтенант, старший лётчик 45-го истребительного авиационного полка 216-й смешанной авиационной дивизии 4-й воздушной армии Указом Президиума Верховного Совета СССР от 24 мая 1943 года удостоен звания Герой Советского Союза. Посмертно.
- Колесник Василий Артёмович, капитан, командир эскадрильи 88-го истребительного авиационного полка 216-й истребительной авиационной дивизии 4-й воздушной армии Северо-Кавказского фронта, Указом Верховного Совета СССР 24 августа 1943 года удостоен звания Герой Советского Союза. Золотая звезда № 1150.
- Крюков Павел Павлович, майор, штурман 16-го Гвардейского истребительного авиационного полка 216-й смешанной авиационной дивизии 4-й воздушной армии Указом Президиума Верховного Совета СССР от 24 мая 1943 года удостоен звания Герой Советского Союза. Золотая Звезда № 992.
- Кудря Николай Данилович, младший лейтенант, старший лётчик 45-го истребительного авиационного полка 216-й смешанной авиационной дивизии 4-й воздушной армии Указом Президиума Верховного Совета СССР от 24 мая 1943 года удостоен звания Герой Советского Союза. Золотая Звезда не вручена в связи с гибелью.
- Наумчик Николай Кузьмич, командир эскадрильи 42-го гвардейского истребительного авиаполка 216-й смешанной авиадивизии 4-й воздушной армии Северо-Кавказского фронта, гвардии капитан, Указом Президиума Верховного Совета СССР от 1 мая 1943 года удостоен звания Героя Советского Союза.
- Приказчиков Алексей Лукич, командир эскадрильи 42-го гвардейского истребительного авиаполка 216-й смешанной авиадивизии 4-й воздушной армии Северо-Кавказского фронта, гвардии майор, Указом Президиума Верховного Совета СССР от 1 мая 1943 года удостоен звания Героя Советского Союза.
- Фадеев Вадим Иванович, капитан, командир эскадрильи 16-го Гвардейского истребительного авиационного полка 216-й смешанной авиационной дивизии 4-й воздушной армии Указом Президиума Верховного Совета СССР от 24 мая 1943 года удостоен звания Герой Советского Союза. Посмертно.